# دنیلا پیندا
دنیلا پیندا (به اسپانیایی: Daniella Pineda) یک بازیگر، نویسنده و کمدین مکزیکی-آمریکایی اهل اوکلند، کالیفرنیا است. او بیشتر برای ایفای نقش سوفی دوروکس در مجموعه تلویزیونی فراطبیعی درام اصیل‌ها شناخته شده‌است. از دیگر کارهای وی می‌توان به دنیای ژوراسیک: سقوط پادشاهی (۲۰۱۸) و دنبالهٔ آن دنیای ژوراسیک: قلمرو (۲۰۲۲)، و نقش شخصیت فِی ولنتاین در سریال اقتباسی کابوی بیباپ اشاره کرد.

## فیلم‌شناسی
| سال  | عنوان                       | انگلیسی                         | نقش           |
| ---- | --------------------------- | ------------------------------- | ------------- |
| ۲۰۱۱ | تازه ازدواج کرده            | Newlyweds                       | ونسا          |
| ۲۰۱۲ | ویتریولیج                   | Vitriolage                      | لورا          |
| ۲۰۱۲ | تاوان                       | Jacked                          | میشل سلرز     |
| ۲۰۱۲ | کریسمس خانوادگی فیتزجرارد   | The Fitzgerald Family Christmas | ابی           |
| ۲۰۱۵ | خوابیدن با افراد دیگر       | Sleeping with Other People      | دنیسا         |
| ۲۰۱۸ | دنیای ژوراسیک: سقوط پادشاهی | jurassic World: Fallen Kingdom  | زیا رودریگوئز |
| ۲۰۲۲ | دنیای ژوراسیک: قلمرو        | Jurassic World: Dominion        | زیا رودریگوئز |

### مجموعه تلویزیونی
| سال        | عنوان              | نقش             | یادداشت                        |
| ---------- | ------------------ | --------------- | ------------------------------ |
| ۲۰۱۰       | مردان از یک سن خاص | کیت             | اپیزود: "Same as the Old Boss" |
| ۲۰۱۰–۲۰۱۱  | سی‌اچ اصیل‌ها        | نقش‌های متعدد    | مجموعه اینترنتی؛ ۳ قسمت        |
| ۲۰۱۲       | هوملند             | افسر جولیا دیاز | قسمت: "Two Hats"               |
| ۲۰۱۲       | خورشید نیمه‌شب      | داریا ورنهام    | اپیزود آغازین                  |
| ۲۰۱۳       | خاطرات خون‌آشام     | سوفی دوروکس     | فصل ۴ اپیزود ۲۰                |
| ۲۰۱۳-اکنون | اصیل‌ها             | سوفی دوروکس     | ۹ اپیزود                       |
| ۲۰۱۵       | ادیسه آمریکایی     | روبی سیمز       | شخصیت اصلی؛ ۱۳ قسمت            |
| ۲۰۱۶–۲۰۱۹  | انحراف             | ونسا رندال      | شخصیت اصلی؛ ۲۲ قسمت            |
| ۲۰۱۹       | چه می‌شود/اگر       | کسیدی بارت      | شخصیت اصلی؛ ۸ قسمت             |
| ۲۰۲۱       | کابوی بیباپ        | فِی ولنتاین      | شخصیت اصلی                     |